# 尼可拉斯·布魯諾
尼可拉斯·布魯諾（1989年2月24日—）是一名阿根廷排球運動員，曾代表國家參加2012年倫敦奧運的男子排球比賽，並未獲得獎牌。他也曾参加2011年和2019年泛美运动会。